# Delacorte Theater
Le Delacorte Theater (littéralement "le Théâtre Delacorte"), est un théâtre en plein air situé dans Central Park, à Manhattan, New York, États-Unis. Il se situe à deux pas de la Great Lawn, de Turtle Pond, de Vista Rock et de Belvedere Castle. Fondé en 1962, ce théâtre, qui appartient à la mairie de New York, est surtout connu pour accueillir chaque été le New York Shakespeare Festival.
Chaque été, l'association du Joseph Papp Public Theater présente une série de pièces incluant au moins une œuvre de William Shakespeare. Ces représentations sont gratuites : deux tickets par personne sont distribués à 13h00, selon le principe du premier arrivé, premier servi.